# Donji Muć
Donji Muć je naselje u općini Muć, u Splitsko-dalmatinskoj županiji. 

## Ime
Dvočlani ekonim "Donji Muć" se sastoji od pridjeva donji i ekonimijske imenice Muć.
Prvi član ekonima, "donji", je pridjev izveden od imenice dol (manja dolina; udolina) i znači onaj koji je smješten dolje, u dolu, u dolini.
Ekonimijska imenica Muć izvedena je od latinskog monticellus sa značenjem brdašce. Od "mont" (latinski mons, montis = brdo) je nastao hrvatski "mut" (latinsko "on" = hrvatsko "u"), a od "cellus" je nastalo hrvatsko "ćel", kao što je slučaj s nazivom sela Munćel na Rabu. Od Mućel do Muć je došlo eliminacijom latinskog "el".
Ovo potvrđuje i činjenica da se na vojnim kartama, izrađenim 1930. godine, obronak iznad zaseoka Kmeti u jugozapadnom dijelu Mućkog polja naziva Muć.
Oblici Mutuch (Mutuć) i Campo di Mutuch (Mućko polje) su zabilježeni i na zemljovidu koji je priložen Požarevačkom ugovoru iz godine 1718. godine, a kojeg je izradio pukovnik venecijanske vojske Marković. Ista se tvrdnja odnosi i na dva puta zapisani oblik Hmuuch u povelji cara Leopolda iz 1587. godine.

## Stanovništvo
| broj stanovnika | 793   | 638   | 768   | 858   | 918   | 965   | 965   | 1072  | 914   | 919   | 945   | 817   | 737   | 717   | 570   | 590   | 541   |
|                 | 1857. | 1869. | 1880. | 1890. | 1900. | 1910. | 1921. | 1931. | 1948. | 1953. | 1961. | 1971. | 1981. | 1991. | 2001. | 2011. | 2021. |

## Zemljopis
Zaseoci sela Donji Muć su: Bidnić, Donja Suvava, Draga, Kmeti, Kula i Plišivica.

## Znamenitosti
- Crkva sv. Mihovila, zaštićeno kulturno dobro
- Pokretna kulturna doba u crkvi Marijina Rođenja u Muću Donjem